# 10504 Doga
10504 Doga (1987 UF5) là một tiểu hành tinh vành đai chính được phát hiện ngày 22 tháng 10 năm 1987 bởi L. V. Zhuravleva ở Đài vật lý thiên văn Crimean.